# Takako Suzuki (Politikerin)

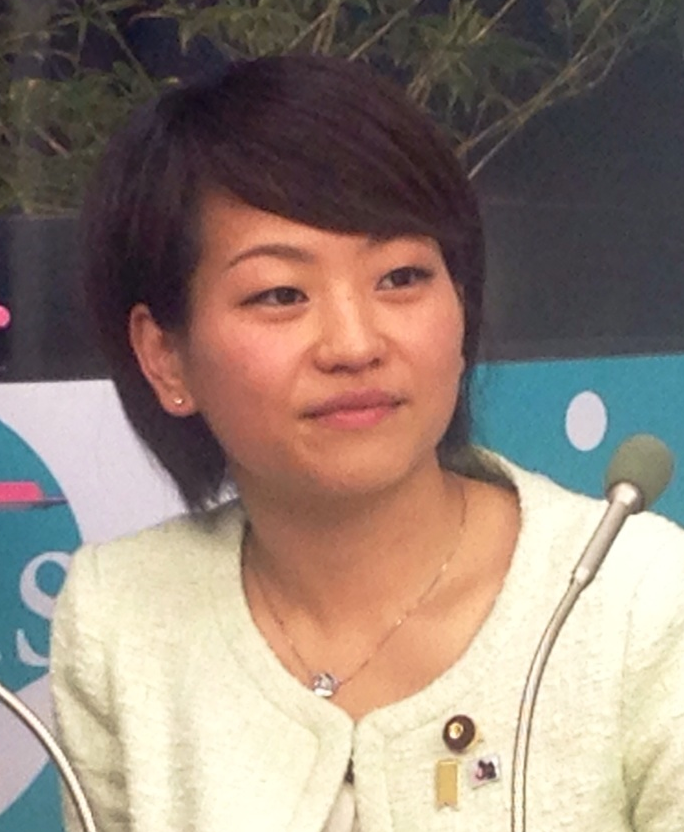
Takako Suzuki

Takako Suzuki (jap. 鈴木 貴子 Suzuki Takako; * 5. Januar 1986 in Obihiro, Hokkaidō) ist eine japanische Politikerin, Mitglied des nationalen Abgeordnetenhauses für den Wahlkreis 7 von Hokkaidō und ehemalige Staatssekretärin. Sie gehört derzeit der LDP an.
Suzuki, die Tochter des ehemaligen LDP-Abgeordneten, Ministers und Neue-Partei-Daichi-Gründers Muneo Suzuki, wurde nach ihrem Studium an der Trent University 2009 Mitarbeiterin des öffentlichen Rundfunksenders NHK. 2012 wechselte sie in die Politik, übernahm den Daichi-Vizevorsitz und kandidierte bei der Abgeordnetenhauswahl 2012 für die Partei ihres Vaters im Wahlkreis Hokkaidō 7 und unterlag zwar mit rund 33 % der Stimmen dem LDP-Amtsinhaber Yoshitaka Itō, erreichte aber mit diesem Wahlkreisergebnis (sekihairitsu 69,9 %) Platz 2 auf der Daichi-Verhältniswahlliste im Block Hokkaidō. Als Tomohiro Ishikawa 2013 zurücktrat, wurde Suzuki als Nachrückerin Abgeordnete. Sie schloss sich keiner Fraktion an.
Vor der Wahl 2014, als die Oppositionsparteien auf eine gemeinsame Wahlstrategie hinarbeiteten, trat Suzuki der Demokratischen Partei bei. Für diese unterlag sie Itō nur um 225 Stimmen, war aber sicher bei der Verhältniswahl gewählt, zumal die Demokratische Partei sie vor alle anderen Doppelkandidaten alleine auf den Listenplatz 1 gesetzt hatte.
Angesichts der geplanten Nominierungsstrategie der Parteien für die Abgeordnetenhausnachwahl im Wahlkreis 5 von Hokkaidō am 24. April 2016 – einer Oppositionskooperation der Demokraten mit den Kommunisten, die ihre Kandidatin im Februar zurückzogen, steht voraussichtlich ein Regierungskandidat gegenüber, der möglicherweise von der Neuen Partei Daichi unterstützt wird –, reichte sie im Februar 2016 ein Parteiaustrittgesuch ein, die Partei schloss sie am 1. März aus. Sie zieht einen Beitritt zur LDP in Betracht und stimmte nach dem Ausschluss in den Haushaltsberatungen 2016 für den Entwurf der LDP-Kōmeitō-Regierung. Im September 2016 schloss sie sich der LDP-Fraktion im Abgeordnetenhaus (Jiyūminshutō/Mushozoku no kai) an. 2017 trat sie auch der Partei bei. Die LDP setzte sie bei den Abgeordnetenhauswahlen 2017 und 2021 alleine vor die Doppelkandidaten auf einen der beiden ersten Listenplätze bei der Verhältniswahl in Hokkaidō, sie war somit relativ sicher wiedergewählt.
Von 2018 bis 2019 (Kabinett Shinzō Abe IV (1. Umbildung)) war Suzuki „politische Sekretärin“ im Verteidigungsministerium, von 2021 bis 2022 (Kabinett Kishida II) „Vizeministerin“ im Außenministerium. Im März 2024 wurde sie Vorsitzende der LDP-„Jugendabteilung“ (青年局 seinen-kyoku; für unter 45-jährige). Bei der Abgeordnetenhauswahl im Herbst 2024 übernahm sie die LDP-Mehrheitswahlkandidatur Hokkaidō 7 von Yoshitaka Itō und gewann mit über 58 % der Stimmen gegen Naoko Shinoda (KDP).